# Osbornellus ignavus
Osbornellus ignavus är en insektsart som beskrevs av Ball 1936. Osbornellus ignavus ingår i släktet Osbornellus och familjen dvärgstritar. Inga underarter finns listade i Catalogue of Life.